# Kövesd (település)
Kövesd (Cuieșd), település Romániában, a Partiumban, Bihar megyében.

## Fekvése
A Réz-hegység alatt, a Gyepes-patak mellett, Élesdtől északnyugatra fekvő település.

## Története
Kövesd Árpád-kori település. Nevét már 1283-ban p. Kuesd néven említette a  püspöki tizedjegyzék.
1360-ban Kwesd, 1475-ben Kewesd, 1808-ban Kövesd h., Kujesd, 1913-ban Kövesd néven írták.
1324 p. Kuesd a Rátót nemzetség birtokai közé tartozott, melyen 1283-ban (?) Leustach, István és Olivér fiai osztoztak meg.
1324-ben Olivér unokája: László a rokon Roland nádor fiait azzal vádolta meg, hogy e birtokon 7 évvel azelőtt hatalmaskodtak.
1336-ban Kövesd csere tárgyául szolgál a Rátót és a Csanád nemzetségbeliek között.
1360-ban a Telegdiek a földesurai.
A 15. században a leleszi levéltár egyik oklevele már a mai nevén említi.
A 19. század elején birtokosai a gróf Batthyányak voltak, a 20. század elején pedig gróf Zichy Jenő volt itt  a nagyobb birtokos, aki az ide tartozó Magaslakon szép kastélyt is épített.
A község határában jó minőségű malomkő-anyag is volt.
1910-ben 618 lakosából 24 magyar, 50 szlovák, 514 román volt. Ebből 54 római katolikus, 11 református, 541 görögkeleti ortodox és 11 izraelita volt.
A trianoni békeszerződés előtt Bihar vármegye Élesdi járásához tartozott.